# Parastraella viridana
Parastraella viridana är en skalbaggsart som beskrevs av Moser 1913. Parastraella viridana ingår i släktet Parastraella och familjen Cetoniidae. Inga underarter finns listade i Catalogue of Life.